# Narodni park vulkana Irazú
Narodni park vulkana Irazú (špansko Parque Nacional Volcán Irazú) je narodni park v osrednjem ohranitvenem območju Kostarike, ki obsega območje okoli vulkana Irazú v provinci Cartago, kot tudi majhen sektor vzhodno od kantona Vázquez de Coronado, v provinci San José ter vključuje nekdanji gozdni rezervat Ruben Torres Rojas, imenovan Pruski gozdni rezervat. Ustanovljen je bil 30. julija 1955 in je skupaj z nacionalnim parkom vulkana Turrialba prvi nacionalni park v Kostariki.Vulkan je še vedno aktiven, čeprav so bili zadnji večji izbruhi med letoma 1963 in 1965, z občasnimi manjšimi izbruhi in nekaterimi majhnimi tokovi lave od takrat.
Drugi najbolj obiskan nacionalni park v Kostariki pokriva skupno površino 2000,36 ha (20 km²) in je pod upravo Nacionalnega sistema ohranitvenih območij (SINAC) v okviru osrednjega ohranitvenega območja (ACC)). Tokovi lave, vulkanski pepel in piroklastične kamnine pokrivajo večino površine parka. Kljub vulkanski dejavnosti, nadmorski višini in drugim težkim razmeram je favna parka raznolika, od malih sesalcev, plazilcev in različnih vrst ptic. Njegovi subalpski páramo gozdovi vključujejo tudi edinstvene vrste rastlin, vključno s castilejo (Castilleja irazuensis), ki je endemična za narodni park, ter različne vrste rož in gliv.
Park je bil kraj intenzivnega projekta pogozdovanja zaradi izbruhov vulkana Irazú med letoma 1963 in 1965. Faza izbruha je opustošila naravne gozdove parka, kar je povzročilo potrebo po zaustavitvi zemeljskih plazov in poplav, ki so jih povzročili izbruhi. Pri rehabilitaciji so bile v park vnesene eksotične vrste, kot so cipresa, bor in evkalipt, medtem ko so bile uporabljene avtohtone vrste, kot so hrast, jelša (Alnus acuminata) in navadni rožmarin.
Kratersko jezero ima nenavadno zelenkasto rumeno barvo, ki jo povzročajo padavine, ki raztapljajo minerale vzdolž sten kraterjev. Znano je tudi, da spreminja barvo v rjasto rdečo, odvisno od prisotnih mineralov. Neaktiven, suh krater Diego de la Haya je tik vzhodno od glavnega kraterja in je napolnjen z vulkanskim pepelom.

## Zgodovina
Ustanovitev narodnega parka je določila zakonodajna skupščina Kostarike 30. julija 1955 z razglasitvijo zakona 1917, organskega zakona Kostariškega inštituta za turizem, ki ustanavlja Kostariški inštitut za turizem, ki je postal uraden z objavo v uradnem časopisu La Gaceta št. 175 z dne 9. avgusta istega leta. Šesti člen zakona iz leta 1917 določa, da:
Skrbništvo in ohranjanje območij v polmeru dveh kilometrov okoli vseh kraterjev vulkanov v državi je v celoti zaupano Kostariškemu inštitutu za turizem v skladu s členom 5, odstavka e) in f) tega zakona in takih območij so razglašeni za narodne parke. Inštitut bo zaradi ohranjanja krajine, domorodne flore in favne narekoval predpise, ki jih morajo upoštevati tisti, ki želijo obiskati te narodne parke, in lahko določi tarife za pravico do obiska, ki se mu zdijo primerne, izdelek katerega bodo uporabljali za njihovo ohranjanje in olepšanje ter za večje udobje obiskovalcev. Zavod lahko tam gradi tudi ceste, hotele in druge objekte, pri čemer se v vsakem primeru trudi ohraniti okolje in prvinsko krajino kraja.
13. marca 1963 popoldne je vulkan Irazú vstopil v fazo izbruha, ki je trajala do decembra 1964 in povzročila druge dogodke, ki so prizadeli ostalo državno ozemlje in njegovo prebivalstvo. Pepel, ki se je kopičil zaradi nenehnih izbruhov vulkana, je destabiliziral ozemlje parka in opustošil okoliške naravne gozdove, kar je povzročilo potrebo po zaustavitvi zemeljskih plazov, ki so se pojavljali, in preprečevanju poplav, ki so jih povzročili izbruhi. Za stabilizacijo lokacije in zmanjšanje tveganja prihodnjih plazov je bil v pruskem sektorju (takrat znan kot rekreacijsko območje Ricardo Jiménez Oreamuno) izveden intenziven projekt pogozdovanja, ki se je začel leta 1966. 
Leta 1994 je bil razglašen za gozdni rezervat in je prešel v skrbništvo in upravljanje Ministrstva za okolje in energijo.
23. aprila 1998 je bila z razglasitvijo zakona 7788, zakona o biotski raznovrstnosti, ustanovljen nacionalni sistem ohranitvenih območij (SINAC), ki je skrbništvo nad državnimi narodnimi parki, vključno z narodnim parkom, prenesel na institucijo. Ozemlje NP vulkana Irazú je bilo razširjeno 9. novembra 1997 z razglasitvijo izvršnega odloka 26945-MINAE s strani administracije predsednika Joséja Maríe Figueresa Olsena, ko je bil priključen pruski sektor. Odlok je postal uraden z objavo v uradnem časopisu La Gaceta št. 98 z dne 22. maja 1998.

## Geografija
Narodni park vulkana Irazú leži jugovzhodno od osrednjega vulkanskega gorovja, na njegovi najvišji točki, približno 10,3 kilometra severovzhodno od mesta Cartago. V politično-upravni razdelitvi države se narodni park razprostira skozi cartagovska okrožja Pacayas v kantonu Alvarado, Potrero Cerrado in Santa Rosa v kantonu Oreamuno ter Tierra Blanca in Llano Grande v kantonu Cartago, kot tudi majhen del okrožja Joséfino v Cascajalu v kantonu Vázquez de Coronado. Razprostira se na razdalji ravne črte 5,6 km od severa proti jugu in 7,5 km od zahoda proti vzhodu. Skupaj obsega 2000,36 ha (20.0036 km²). Park je razdeljen na dva sektorja: na severovzhodu sektor Cráteres in na jugozahodu sektor Prusia. Sektor Cráteres pokriva površino 1257,36 ha (ali 12,57 km²), kar ustreza 63 % celotne površine parka vulkana Irazú, medtem ko sektor Prusia pokriva površino 743 ha (7,43 km²), kar ustreza 37 % celotne površine parka.
Park je na povprečni nadmorski višini 2866 m. Najvišja točka parka je na vrhu vulkana Irazú, na 3432 m, najnižja pa na severni meji narodnega parka, na 2300 m nadmorske višine. Vulkan Irazú je najvišji vulkanski vrh Kostarike. Narodni park ima zelo strmo topografijo s pobočji, ki dosežejo 80 % zaradi vulkanske aktivnosti med njegovim nastankom in procesa erozije, ki ga povzročajo padavine tisoče let. V parku je tudi drugi niz gorskih vrhov, vključno z vrhom Cerro Buena Noche, ki je na približno 3200 m nadmorske višine, Cerro Retes, 3150 m in hrib Cabeza de Vaca na 3040 m.
Cerro Retes je bil pomemben in spoštovan kraj za starodavne staroselske skupnosti. Od leta 1953 je bilo v različnih izkopavanjih odkritih več kot 187 avtohtonih artefaktov, večinoma sestavljenih iz keramike, kamna, lesa in bombaža. Prvo reševalno in raziskovalno izkopavanje je bilo izvedeno na hribu pod vodstvom prvega kostariškega arheologa Carlosa Aguilarja Piedre.

## Biologija in ekologija
V narodnem parku vulkana Irazú sta dve življenjski coni po klasifikaciji Leslie Holdridge: cona gorskega deževnega gozda (Bp-M) in cona zelo vlažnega gorskega gozda (Bmh-M). Podobno lahko najdemo tretjo rastlinsko združbo, imenovano páramo osrednjega ohranitvenega območja (ACC) v primerjavi z nacionalnim endemizmom, ki znaša okoli 10 %. Kar zadeva stanje ohranjenosti, najmanj 19 vrstam rastlin, ki so prisotne v parku in okoli vulkana Irazú, grozi izumrtje, pri čemer je šest vrst v kategoriji ogroženih in 13 v kategoriji ranljivih.
Večina ozemlja parka je v gorskem deževnem gozdu, ki pokriva večino sektorja kraterjev in severno od sektorja Prusia. Za njegove prvinske gozdove je značilna nizka do srednja višina, od 10 do 30 metrov in zimzeleni, z dvema gostima slojema. Pogosti so epifiti, zlasti mahovi; 46 vrst (12,8 %) je zabeleženih kot avtohtonih epifitov, od tega je 58,7 % cvetnic in 41,3 % praproti. Večina vegetacije na tem območju ima trde, sijoče in prožne liste, bambus pa je pogost v podrastju. To življenjsko območje vsebuje tudi vegetacijo s páramo značilnostmi, ki jo lahko najdemo okoli kraterjev vulkana.

Javna območja in območja posebne rabe sektorja Prusia so znotraj zelo vlažnega gorskega gozda, ob izvirih rek Reventado in Páez. Za naravni gozd sektorja, ki po izbruhih leta 1963 ni bil spremenjen, je značilno, da je nizek, med 20 in 25 metri, zimzelen, ne zelo gost, z dvema slojema, kratkimi, močnimi debli in z zmernim številom epifitov. Tudi listi so večinoma trdi, sijoči in prožni.
Páramos osrednjega ohranitvenega območja (CCA) je mogoče najti izključno v narodnem parku vulkana Irazú in narodnem parku vulkana Turrialba, med 2900 in 3432 m nadmorske višine. Zanj so značilne nizke temperature in nenadne spremembe temperature med dnevom in nočjo, kar je dejavnik, ki glede na nadmorsko višino pogojuje razvoj in prisotnost zakrnele in grmičaste flore. Na splošno rastlinstvo nad 3500 m nadmorske višine sestavlja le iz mahov in lišajev.

## Rastlinstvo
Dejavniki, kot sta vulkanska aktivnost in nadmorska višina, na kateri je vrh vulkana Irazú, so povzročili razvoj subalpske páramo vegetacije, ki je skozi čas doživela različne cikle uničenja in ponovne naselitve. Med najbolj reprezentativnimi rastlinskimi vrstami sta castiljeja (Castilleja irazuensis), ki je endem narodnega parka in (Gunnera insignis), katere veliki hrapavi listi po obliki zelo spominjajo na dežnik. Na nedavnih plasteh pepela v kraterjih vulkana Irazú in drugih sosednjih območjih je mogoče najti nekatere združbe lišajev, trav in zelnatih rastlin, kot so ageratina, Castilleja irazuensis, Gunnera insignis in Gnaphalium.
Páramo vegetacijo lahko najdemo tudi nad drevesno mejo, sestavljeno iz zelnatih in grmovnih rastlin, značilnih za najvišje gore gorovja Talamanca, kot so mirte (kot so andska borovnica (Vaccinium floribundum), Pernettya prostrata in Camarostaphylis shruboides), Myrrhidendron donnellsmitii, Senecio oerstedianun, osat (Circium sp), Hypericum irazuense, Castilleja irazuensis. Podobno so opažene trave, kot sta Agrostis tolucensis ali pampaška trava (Cortaderia) in druga zelišča, kot so baldrijan (Valeriana sp), kislica (Rumex sp), krvomočnica (Geranium guatemalense), volčji bob (Lupinus costarricensis), Eryngium humile, plahtica (Alchemilla), Lobelia irazuensis, Bomarea hirsuta in Barbasco coriaria. Poleg tega več vrst praproti (kot je Elaphoglossum sporadolepis), detelja (kot je Trifolium sp) in Tagetes sp. V nekaterih sektorjih je pogosta cañuela - navadni trstikovec (Chusquea sp).
Po drugi strani pa lahko vidite visokogorsko vegetacijo, kot so hrastovi gozdovi (kot sta Quercus costarricensis in Quercus copeyensis) in vrsta žajblja (Buddleja nitida), pa tudi druge drevesne in grmovne vrste, kot so mikonije, eskalonije, ocoteas, oreopanax in Alnus. V njeni podrasti so poleg bambusa pogoste še robida (rubus sp), phytolaca sp in monochaetum sp. Prav tako ponekod izstopa prisotnost matapalo (Gaiadendron punctatum).
Faza izbruha, ki je leta 1963 sprožila vulkan Irazú in je trajala do decembra 1964, je opustošila naravne gozdove pruskega sektorja, zaradi česar je bilo treba ustaviti zemeljske plazove, ki so se pojavljali in preprečiti poplave, ki so jih povzročili izbruhi. Za stabilizacijo tal in zmanjšanje tveganja prihodnjih zemeljskih plazov je bil v sektorju izveden intenziven projekt pogozdovanja, ki se je začel leta 1966. Pri obnovi so v sektor vnesli eksotične vrste, kot so ciprese, bor in evkaliptus, medtem ko so uporabili avtohtone vrste, kot so hrast (Quercus sp), jelša (Alnus sp) in žajbelj. Območje pogozdovanja obsega 407 ha (69 % pruskega sektorja), preostanek (31 %) pa pokriva naravni gozd. Vidite lahko tudi gobe različnih vrst, kot je rdeča mušnica (Amanita muscaria).

## Živalstvo
Trenutno ni novejših zapisov o vseh živalskih vrstah na tem območju. Vendar pa je bila v parku ugotovljena redka in raznolika favna, predvsem zaradi dejavnikov, kot so vulkanska aktivnost, nadmorska višina in drugi težki pogoji, s katerimi se sooča park. Kljub pomanjkanju je živalstvo raznoliko, od malih sesalcev do različnih vrst ptic. Najdete lahko vrste, kot so mehiški dlakavi pritlikavi ježevec (Coendou mexicanus), kojot (Canis latrans), zajci (Sylvilagus sp), deveteroprogasti pasavec (Dasypus novemcinctus), siva lisica (Urocyon cinereoargenteus), rdečerepa veverica (Sciurus granatensis), žepni lubadar (Orthogeomys heterodus), belonosi koati (Nasua narica), skunk (Conepatus semistratus) in dolgorepa podlasica (Mustela frenata).
Kar zadeva populacijo ptic, je mogoče opaziti veliko raznolikost vrst. V sektorju kraterjev v parku je mogoče najti vrste, kot so sajasti drozg - yigüirro (Turdus nigrescens), ameriški vrabec (Zonotrichia capensis), sajasti grmičasti tanager (Chlorospingus pileatus) in vulkanski junco (Junco vulcani), vulkanski kolibri ali chispita volcanera (Selasphorus flammula), gozdar (Thryorchilus browni) in velikonogi ščinkavec (Pezopetes capitalis). V nižjih nadmorskih višinah, v hrastovih gozdovih, je mogoče opazovati črno žolno (Melanerpes formicivorus) in kvecal (Pharomachrus mocinno). V pruskem sektorju so najpogostejše vrste modrbela lastovka (Notiochelidon cyanoleuca), črnolika penica (Basileuterus melanogenys), sajasti drozg (Mirlo Negruzco), ameriški vrabec in čmrlji kolibri ali vulkanski kolibri.
Plazilci pa so v parku redki in niso zelo raznoliki, tudi zaradi težkih razmer, ki so jim bili priča. Opažene so bile vrste kuščarjev, kot sta zeleni bodičasti kuščar (Sceloporus malachiticus) in kuščar Gerrhonotus monticolus.